# Scattering Raman
Lo scattering Raman o diffusione Raman o effetto Raman consiste nella diffusione anelastica di fotoni e fu descritto per la prima volta dal fisico indiano Chandrasekhara Venkata Raman.
In genere un fascio di luce che incide su un campione lo attraversa senza subire modifiche o viene assorbito (a seconda della lunghezza d'onda della luce e della natura del campione). Una piccola parte del fascio incidente viene diffusa elasticamente, ossia con la medesima frequenza (effetto Rayleigh). Una percentuale di luce ancora minore subisce una diffusione anelastica (effetto Raman): viene cioè diffusa con una frequenza più alta o più bassa di quella originaria.
La differenza di energia tra i fotoni incidenti e quelli diffusi anelasticamente corrisponde ai livelli energetici vibrazionali della molecola diffondente: l'analisi dello spostamento delle righe spettrali dovuto ad effetto Raman può dunque fornire informazioni sulla composizione chimica, la struttura molecolare, le interazioni intermolecolari del campione.

## Scoperta dell'effetto Raman
L'effetto Raman fu scoperto nel 1928 in modo indipendente a pochi mesi di distanza dagli indiani Raman e Krishnan e dai russi Landsberg e Mandelstam. Gli articoli che presentarono il nuovo fenomeno sono:
- C. V. Raman e K. S. Krishnan, A New Type of Secondary Radiation, in Nature, vol. 121, 31 marzo 1928,  pp. 501-502.
- G. Landsberg e L. Mandelstam, Eine neue Erscheinung bei der Lichtzerstreuung in Krystallen, in Naturwissenschaften, vol. 16, n. 28, 13 luglio 1928,  pp. 557-558, DOI:10.1007/BF01506807, ISSN 0028-1042 (WC · ACNP).

## Fenomenologia

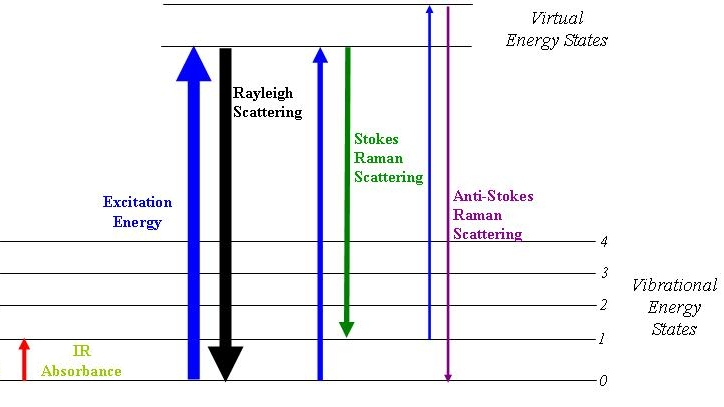
Livelli energetici di una molecola ed effetto Raman

Il fenomeno di diffusione anelastica può essere descritto in termini di scambio di energia tra il fotone incidente e la molecola colpita.
Un fotone di energia {\displaystyle h\nu } eccita la molecola dal suo stato fondamentale ("0" in figura) ad un livello energetico virtuale. Se la molecola diseccitandosi torna allo stato fondamentale viene riemesso un fotone con frequenza {\displaystyle \nu } (diffusione elastica). Se invece la molecola si rilassa su un livello vibrazionale eccitato (p.es. il livello "1" in figura) il fotone riemesso avrà un'energia pari a {\displaystyle h(\nu -\nu _{1})}, minore di quella della luce incidente: in questo caso, analogamente al caso della fluorescenza, si parla di diffusione Stokes Raman. Se invece la molecola originariamente si trovava su un livello eccitato (p.es. il livello "1" in figura) e in seguito all'eccitazione passa dal livello virtuale al livello fondamentale, il fotone riemesso avrà energia {\displaystyle h(\nu +\nu _{1})}, maggiore di quella della luce incidente: in questo caso si parla di diffusione anti-Stokes Raman. In condizioni standard la diffusione Stokes è più intensa di quella anti-Stokes, principalmente perché gli stati vibrazionali più bassi sono popolati secondo la distribuzione di Boltzmann:
{\displaystyle {\frac {I_{\mathrm {Stokes} }}{I_{\mathrm {anti-Stokes} }}}=\left({\frac {\nu -\nu _{1}}{\nu +\nu _{1}}}\right)^{4}\cdot e^{\frac {h\nu _{1}}{kT}}}.

## Spiegazione fisica
Il manifestarsi dell'effetto Raman è strettamente legato al grado di polarizzabilità delle molecole del campione. I fotoni incidenti interagiscono con la nube elettronica della molecola ed inducono un momento di dipolo elettrico {\displaystyle {\vec {\mu }}}, la cui ampiezza dipende dalla polarizzabilità {\displaystyle \alpha }: {\displaystyle {\vec {\mu }}=\alpha {\vec {E}}}.
Poiché il campo elettrico dipende dalla frequenza della radiazione incidente come {\displaystyle {\vec {E}}={\vec {E}}_{0}\cos(2\pi \nu t)}, dove {\displaystyle {\vec {E}}_{0}} è l'ampiezza del campo elettrico incidente e {\displaystyle \nu } la frequenza della radiazione incidente), possiamo scrivere:
{\displaystyle {\vec {\mu }}=\alpha {\vec {E}}_{0}\cos(2\pi \nu t)}
Se dunque la polarizzabilità {\displaystyle \alpha } è costante, l'oscillatore emette radiazione con la stessa frequenza {\displaystyle \nu } della luce incidente (effetto Rayleigh). Tuttavia in generale la polarizzabilità dipende dai moti vibrazionali della molecola:
{\displaystyle \alpha =\alpha _{0}+\beta \cos(2\pi \nu _{1}t)}
dove {\displaystyle \alpha _{0}} è la polarizzabilità della molecola nella posizione di equilibrio e {\displaystyle \beta } è la derivata della polarizzabilità valutata lungo la direzione del particolare moto vibrazionale di frequenza {\displaystyle \nu _{1}} eccitato durante la transizione.
Possiamo dunque espandere l'espressione del momento di dipolo elettrico:
{\displaystyle {\vec {\mu }}=\left[\alpha _{0}+\beta \cos {(2\pi \nu _{1}t)}\right]\cdot {\vec {E_{0}}}\cos {(2\pi \nu t)}}
utilizzando le formule di prostaferesi si ottiene:
{\displaystyle {\vec {\mu }}=\alpha _{0}{\vec {E}}_{0}\cos {(2\pi \nu t)}+{\frac {1}{2}}\beta {\vec {E}}_{0}\{\cos[2\pi (\nu +\nu _{1})t]+\cos[2\pi (\nu -\nu _{1})t]\}}
L'espressione del momento di dipolo elettrico presenta così esplicitamente i tre termini che danno conto rispettivamente della diffusione elastica «alla Rayleigh» e della diffusione anelastica «alla Raman» anti-Stokes e Stokes. L'espressione del momento di dipolo in questa forma racchiude anche la condizione perché si osservi l'effetto Raman: per avere radiazione con frequenza diversa da quella della luce incidente la polarizzabilità deve cambiare durante il moto vibrazionale della molecola, ovvero {\displaystyle \beta \neq 0}.

## Applicazioni
La spettroscopia Raman è una tecnica di analisi dei materiali basata sul fenomeno di diffusione di una radiazione elettromagnetica monocromatica da parte del campione analizzato.
Lo scattering Raman viene utilizzato in alcuni tipi di sensore a fibra ottica distribuito, per misurare la temperatura lungo la fibra e nelle trasmissioni ottiche per usare la fibra stessa come amplificatore del segnale (amplificazione Raman o "pompa di Raman").